# Audace (cacciatorpediniere 1914)
L’Audace è stato un cacciatorpediniere della Regia Marina.

## Storia
Costruito tra il 1912 ed il 1914 su progetto derivato da quello della classe Indomito, il cacciatorpediniere rivelò caratteristiche alquanto deludenti.
All'entrata dell'Italia nella prima guerra mondiale l’Audace faceva parte, con i cacciatorpediniere Animoso, Ardente, Ardito e Francesco Nullo, della I Squadriglia Cacciatorpediniere, di base a Brindisi. Comandava l'unità il capitano di corvetta Cantù.
Il giorno stesso della dichiarazione di guerra, il 24 maggio 1915, Audace, Ardito ed Animoso effettuarono una missione antisommergibile nel golfo del Drin e successivamente al largo di Cattaro.
Il 9 giugno 1915 insieme ai cacciatorpediniere Indomito, Intrepido, Impetuoso, Irrequieto, Insidioso, Animoso, Ardito ed all'esploratore Quarto, fece parte della scorta agli incrociatori corazzati Garibaldi e Vettor Pisani, partecipando al bombardamento dei fari di Capo Rodoni e San Giovanni di Medua.
L'11 luglio 1915 l’Audace, l’Animoso, l’Ardente e l’Ardito scortarono l'esploratore Quarto e sbarcarono le avanguardie delle truppe destinate a sbarcare ed occupare l'isola di Pelagosa, operazione cui parteciparono anche l'incrociatore ausiliario Città di Palermo, l'esploratore Marsala, il cacciatorpediniere Strale e le torpediniere Clio, Cassiopea, Calliope, Airone, Astore ed Arpia e che si svolse senza intoppi (l'unico presidio dell'isola era composto da due segnalatori, che si nascosero per poi arrendersi).
Il 13 giugno 1916 l’Audace, al comando del capitano di fregata Piazza, fornì scorta e supporto, insieme ai cacciatorpediniere Pilade Bronzetti, Rosolino Pilo ed Antonio Mosto, ai MAS 5 e 7, che, a rimorchio delle torpediniere 35 PN e 37 PN, attaccarono infruttuosamente – causa la mancanza di naviglio all'ormeggio – il porto di San Giovanni di Medua, in mano austriaca, ripiegando sotto il fuoco d'artiglieria che comunque non provocò danni.
Il 25 giugno dello stesso anno la nave fece parte del gruppo di protezione a distanza (esploratore Marsala, cacciatorpediniere Insidioso, Impavido ed Irrequieto) durante un nuovo attacco dei MAS 5 e 7, in questa occasione contro Durazzo: il risultato fu il grave danneggiamento del piroscafo Sarajevo (1111 tsl).
Nella notte tra il 29 ed il 30 agosto 1916 l’Audace, mentre scortava il piroscafo Brasile da Taranto a Salonicco, entrò in collisione con esso ed affondò al largo di Capo Colonna, nel Mar Ionio.
Il relitto del cacciatorpediniere è stato ritrovato nel 2007, ad una profondità compresa tra i 110 ed i 120 metri, in assetto di navigazione e con la prua orientata verso sud.